# علم الأوبئة البيئية
علم الأوبئة البيئية هو فرع من فروع علم الأوبئة (الوبائيات) يهتم بتحديد كيفية تأثير التعرضات البيئية على صحة الإنسان. يسعى هذا الحقل إلى فهم كيف يمكن لعوامل الخطر الخارجية المختلفة أن تهيئ أو تحمي من الأمراض أو الإصابات أو تشوهات النمو أو الموت. قد تحدث هذه العوامل بشكل طبيعي أو قد يتم إدخالها في البيئات التي يعيش فيها الناس ويعملون ويلعبون.

## النطاق
يدعي المركز الأوروبي للبيئة والصحة التابع لمنظمة الصحة العالمية (WHO-ECEH) أن 1.4 مليون حالة وفاة كل عام في أوروبا وحدها ترجع إلى التعرض البيئي الذي يمكن تجنبه. يمكن تصنيف التعرضات البيئية على نطاق واسع إلى تلك التي تكون تقريبية (على سبيل المثال، تؤدي إلى وعكة صحية بشكل مباشر)، بما في ذلك المواد الكيميائية والعوامل الفيزيائية ومسببات الأمراض الميكروبيولوجية، وتلك البعيدة (على سبيل المثال، تؤدي بشكل غير مباشر إلى وعكة صحية)، مثل الظروف الاجتماعية والاقتصادية، وتغير المناخ، وغيرها من التغيرات البيئية واسعة النطاق. تحدث التعرضات المباشرة من خلال الهواء والغذاء والماء والتلامس مع الجلد. تتسبب التعرضات البعيدة في حدوث حالات صحية معاكسة مباشرة عن طريق تغيير التعرضات القريبة، وبشكل غير مباشر من خلال التغييرات في النظم الإيكولوجية وأنظمة الدعم الأخرى لصحة الإنسان.
يمكن لبحوث علم الأوبئة البيئية أن تُبلغ عن تغيير السياسة الحكومية وأنشطة إدارة المخاطر وتطوير المعايير البيئية. مؤشر الضعف هو جمع لجميع عوامل الخطر والحماية التي تحدد في النهاية ما إذا كان الفرد أو السكان سيعانون من نتائج صحية ضارة عند تعرضهم لعامل بيئي. الحساسية هي زيادة استجابة الفرد أو السكان الفرعيين، لأسباب بيولوجية لهذا التعرض. قد ترتبط الحساسية البيولوجية بالمرحلة التنموية،  الحالات الطبية الموجودة مسبقًا، والعوامل المكتسبة، والإضطرابات الجينية. تلعب العوامل الاجتماعية والاقتصادية أيضًا دورًا مهمًا في تغيير القابلية للتأثر والحساسية للعوامل الوسيطة بيئيًا عن طريق زيادة احتمال التعرض للعوامل الضارة، والتفاعل مع العوامل البيولوجية التي تتوسط المخاطر، و/ أو تؤدي إلى اختلافات في القدرة على الاستعداد أو مواجهة التعرض أو المراحل المبكرة من المرض. قد يكون السكان الذين يعيشون في مناطق معينة في خطر متزايد بسبب الموقع والخصائص البيئية للمنطقة.

## التاريخ
يمكن الاطلاع علي إقرار بتأثير البيئة على صحة الإنسان منذ زمن يصل إلي 460 قبل الميلاد في مقال أبقراط على الأجواء، المياه، والأماكن. به يحث أبقراط الأطباء على التفكير في كيفية تأثير عوامل مثل مياه الشرب على صحة مرضاهم. مثال آخر مشهور للتفاعل بين الصحة والبيئة هو التسمم بالرصاص الذي عاني منه الرومان القدماء، الذين استخدموا الرصاص في أنابيب المياه وفخار المطبخ. كتب فيتروفيو، المهندس المعماري الروماني، لتثبيط استخدام أنابيب الرصاص، مشيراً إلى مخاوف صحية: 
 «المياه التي تجري من خلال الأنابيب الأرضية هي أكثر فائدة من التي تجري خلال الرصاص؛ وبالفعل يجب أن يكون الماء المنقول بالرصاص ضارًا، لأنه يتم الحصول على الرصاص الأبيض منه، ويقال أن هذا يضر بالجسم البشري. وبالتالي، إذا كان ما يتم استخراجه منه ضارًا، فلا يمكن أن يكون هناك شك في أنه لا يمكن أن يكون جسمًا صحيًا. يمكن أن يتم التحقق من ذلك من خلال مراقبة العمال في الرصاص، والذين لديهم لون شاحب؛ لأنه في الرصاص المصبوب، تدمر الأبخرة الناتجة منه على الأعضاء المختلين، وتحرقهم يوميًا، وتدمر قوة الدم؛ لذلك يجب عدم تسيير أي ماء في أنابيب الرصاص إذا كنا نرغب في أن يكون هذا نافعًا. إن نكهة ذلك المنقول في الأنابيب الترابية أفضل، يري هذا بوضوح في وجباتنا اليومية، لجميع أولئك الذين جهزت طاولاتهم بأوعية فضية، مع ذلك استخدموا تلك المصنوعة من الأرض، من نقاء النكهة المحفوظة فيها»  

خريطة جون سنو لتفشي وباء الكوليرا في لندن. يتم تعيين حالات الكوليرا بواسطة مستطيلات سوداء، كما يتم تمييز مضخات المياه.

نظرًا لكونه والدًا لعلم الأوبئة، أجرى جون سنو ربما أول دراسة لعلم الأوبئة البيئية في عام 1854. وأظهر أن سكان لندن الذين شربوا المياه الملوثة بمياه الصرف الصحي كانوا أكثر عرضة للإصابة بالكوليرا من أولئك الذين شربوا المياه النظيفة.

### تنظيم الحكومة الأمريكية
خلال القرن العشرين، أصدرت حكومة الولايات المتحدة تشريعات وأنظمة لمعالجة المخاوف الصحية البيئية. قائمة جزئية في الأسفل.
| القانون                                                         | عام            | وصف مختصر |
| --------------------------------------------------------------- | -------------- | --- |
| قانون الغذاء والدواء ومستحضرات التجميل الفيدرالية               | 1938           | أنشأت إدارة الغذاء والدواء الأمريكية (FDA) |
| قانون مكافحة الحشرات الفيدرالي ومبيدات الفطريات ومبيدات القوارض | 1947           | يجب أن يسجل مستخدمو مبيدات الآفات في وكالة حماية البيئة؛ المبيدات يجب ألا تتسبب في أضرار غير معقولة                                           |
| قانون مكافحة تلوث المياه الفيدرالي                              | 1948 1977      | المعروف أيضا باسم قانون المياه النظيفة، ووضع معايير جودة المياه                                                                               |
| قانون الهواء النظيف                                             | عام 1955، 1977 | وضع معايير وطنية لجودة الهواء المحيط (NAAQS) لحماية البيئة والصحة العامة                                                                      |
| قانون التخلص من النفايات الصلبة                                 | 1965           | معايير محددة للتخلص من النفايات البلدية والصناعية                                                                                             |
| قانون السلامة والصحة المهنية                                    | 1970           | وضع معايير لحماية العمال وأنشأ المعهد الوطني للسلامة والصحة المهنية (NIOSH)                                                                   |
| قانون مراقبة المواد السامة                                      | 1976           | سمحت لوكالة حماية البيئة بتنظيم المواد الكيميائية، بما في ذلك القدرة على حظر المواد التي تظهر أنها تضر البشر                                  |
| قانون الاستجابة البيئية الشاملة والتعويض والمسؤولية             | 1980 1986      | المعروف أيضًا باسم الاستجابة البيئية الشاملة، يفرض ضرائب على الصناعات الكيميائية والبترولية لتمويل تنظيف مواقع النفايات الخطرة                 |
| قانون الحد من غاز الرادون في الأماكن المغلقة                    | 1988           | تمويل تنظيف الرادون وبرامج البحث |
| قانون حماية جودة الغذاء                                         | 1996           | تعديل القانون الفيدرالي للمبيدات الحشرية ومبيدات الفطريات ومبيدات القوارض ليشمل متطلباً بأن المبيدات لديها يقين معقول بأنها لا تسبب ضرراً بشرياً |

### المبدأ الوقائي
المبدأ التحوطي هو مفهوم في العلوم البيئية يفيد أنه إذا كان هناك نشاط يشتبه في أنه يسبب ضررا، فلا ينبغي لنا الانتظار حتى يتم جمع أدلة كافية على هذا الضرر لاتخاذ إجراء. له جذور في السياسة البيئية الألمانية، واعتمدها في عام 1990 المشاركون في مؤتمرات بحر الشمال في لاهاي بإعلان. في عام 2000، بدأ الاتحاد الأوروبي اعتماد مبدأ التحوط رسمياً في قوانينه كرسالة من المفوضية الأوروبية. قاومت الولايات المتحدة تبني هذا المبدأ، مشيرة إلى المخاوف من أن العلم الذي لا أساس له من الصحة يمكن أن يؤدي إلى التزامات بتدابير الرقابة الباهظة، خاصة فيما يتعلق بانبعاثات غازات الدفيئة.

## التحقيقات

### الدراسات الرصدية
غالبًا ما تكون دراسات الأوبئة البيئية دراسة بالملاحظة بطبيعتها، بمعنى أن الباحثين ينظرون إلى تعرض الناس للعوامل البيئية دون التدخل ثم يلاحظون الأنماط التي تظهر. هذا يرجع إلى حقيقة أنه من غير الأخلاقي أو غير المجدي إجراء دراسة تجريبية للعوامل البيئية علي البشر. على سبيل المثال، لا يمكن للباحث أن يطلب من بعض الأشخاص الذين شملتهم الدراسة أن يدخنوا السجائر لمعرفة ما إذا كانت النتائج الصحية لديهم أسوأ من الأشخاص الذين يُطلب منهم عدم التدخين. أنواع الدراسة المستخدمة في معظم الأحيان في علم الأوبئة البيئية هي: 
- دراسات التعرض
- دراسات الحالات والشواهد
- دراسات مستعرضة

### تقدير المخاطر
تستخدم الدراسات الوبائية التي تقيم كيفية ارتباط التعرض البيئي والنتائج الصحية مجموعة متنوعة من مناهج الإحصاء الحيوي في محاولة لتقدير العلاقة. يحاول تقييم المخاطر الإجابة على أسئلة مثل «كيف يتغير خطر الفرد للمرض أ عندما يتعرضون للمادة ب؟» و «كم عدد الحالات الزائدة من المرض أ التي يمكننا منعها إذا تم تقليل التعرض للمادة ب بمقدار ي؟.» 
بعض الإحصاءات والنهج المستخدمة لتقدير المخاطر هي: 
- نسبة الأرجحية
- نسبة المخاطر
- تحليل الانحدار
- معدل الوفيات

### معايير برادفورد هيل
للتمييز بين الارتباط والسببية، غالبًا ما يطبق علماء الأوبئة مجموعة من المعايير لتحديد احتمال أن تكون العلاقة المرصودة بين التعرض البيئي والعواقب الصحية سببية حقيقية.  في عام 1965، ابتكر أوستن برادفورد هيل مجموعة من الافتراضات لمساعدته على تحديد ما إذا كانت هناك أدلة كافية لاستنتاج أن تدخين السجائر يسبب سرطان الرئة.
معايير برادفورد هيل هي:
1. قوة الارتباط
2. اتساق الأدلة
3. النوعية
4. الوقتية
5. التدرج البيولوجي
6. العقلانية
7. المنطق
8. التجربة
9. التشابه الجزئي/ التناظر الوظيفي

تعتبر هذه المعايير بشكل عام دليلًا للعلماء، وليس من الضروري تلبية جميع المعايير للوصول إلى إجماع.

## روابط خارجية
- الرابطة الدولية لعلم الأوبئة
- مجلة علوم التعرض وعلم الأوبئة البيئية
- علم الأوبئة (مجلة)
- آفاق الصحة البيئية (الأخبار ومجلة الأبحاث التي استعرضها النظراء والتي نشرها المعهد الوطني لعلوم الصحة البيئية)
- الصحة البيئية أخبار (الأحداث الجارية في الصحة البيئية)